# Morti nel 1951

## Gennaio(88)
- 1º gennaio - Brizio De Sanctis, politico italiano (n. 1863)
- 1º gennaio - Giuseppe Migone, arcivescovo cattolico italiano (n. 1875)
- 1º gennaio - Jan Valtin, agente segreto tedesco (n. 1905)
- 1º gennaio - Nikolaj Zubarev, scacchista russo (n. 1894)
- 2 gennaio - Robert Hayward Barlow, scrittore, poeta e storico statunitense (n. 1918)
- 2 gennaio - Edith New, attivista statunitense (n. 1877)
- 3 gennaio - Ruggero Albanese, giornalista e dirigente sportivo italiano (n. 1887)
- 3 gennaio - Georgios Drosinis, poeta e letterato greco (n. 1858)
- 3 gennaio - Guido Manni, calciatore italiano (n. 1898)
- 4 gennaio - Guido Morisi, attore italiano (n. 1903)
- 5 gennaio - Edward Bushnell, mezzofondista statunitense (n. 1876)
- 5 gennaio - Pietro Capasso, politico italiano (n. 1874)
- 5 gennaio - William Luther Hill, politico statunitense (n. 1873)
- 5 gennaio - Kim Dong-in, scrittore coreano (n. 1900)
- 5 gennaio - Andrej Platonovič Platonov, scrittore sovietico (n. 1899)
- 5 gennaio - Camillo Karl Schneider, botanico, scrittore e architetto tedesco (n. 1876)
- 5 gennaio - William Seiling, tiratore di fune statunitense (n. 1864)
- 5 gennaio - Seo Jae-pil, attivista e giornalista coreano (n. 1864)
- 6 gennaio - Ottavio Abbati, politico, antifascista e pubblicista italiano (n. 1897)
- 6 gennaio - Josef Pleticha, calciatore cecoslovacco (n. 1902)
- 6 gennaio - Herbert Smith, calciatore inglese (n. 1877)
- 6 gennaio - Maila Talvio, scrittrice finlandese (n. 1871)
- 7 gennaio - Lucien Cuénot, genetista e biologo francese (n. 1866)
- 7 gennaio - Angelo Fraccacreta, economista italiano (n. 1882)
- 7 gennaio - Harry Goodley, calciatore, arbitro di calcio e allenatore di calcio inglese (n. 1878)
- 7 gennaio - René Guénon, scrittore e filosofo francese (n. 1886)
- 7 gennaio - Urho Peltonen, giavellottista finlandese (n. 1893)
- 8 gennaio - Alexander Chulaparambil, vescovo cattolico indiano (n. 1877)
- 8 gennaio - Hamilton Jukes, hockeista su ghiaccio britannico (n. 1895)
- 8 gennaio - Giuseppe Locatelli, storico, letterato e presbitero italiano (n. 1872)
- 9 gennaio - Sorelle Agazzi, pedagogista italiana (n. 1866)
- 9 gennaio - Oscar Frey, calciatore svizzero (n. 1883)
- 9 gennaio - Olga Nethersole, attrice, direttrice teatrale e regista inglese (n. 1867)
- 10 gennaio - Riccardo Divora, canottiere italiano (n. 1908)
- 10 gennaio - Sinclair Lewis, scrittore e drammaturgo statunitense (n. 1885)
- 10 gennaio - Yoshio Nishina, fisico giapponese (n. 1890)
- 11 gennaio - Riccardo Bachi, economista e statistico italiano (n. 1875)
- 11 gennaio - Guido Bonarelli, geologo, paleontologo e antropologo italiano (n. 1871)
- 11 gennaio - Jean-Pierre Esteva, ammiraglio e politico francese (n. 1880)
- 12 gennaio - Jacques de Baroncelli, regista e sceneggiatore francese (n. 1881)
- 12 gennaio - Gustaf Boivie, tiratore a segno svedese (n. 1864)
- 12 gennaio - Niels Høeg, compositore di scacchi danese (n. 1876)
- 12 gennaio - Vittorio Molinari, chimico e calciatore italiano (n. 1896)
- 12 gennaio - Louis Østrup, allenatore di calcio danese (n. 1876)
- 12 gennaio - Nina Poore, nobildonna scozzese (n. 1878)
- 13 gennaio - Dorothea Bate, paleontologa gallese (n. 1878)
- 13 gennaio - Francesco Marchetti Selvaggiani, cardinale e arcivescovo cattolico italiano (n. 1871)
- 14 gennaio - Fritz Balogh, calciatore tedesco (n. 1920)
- 14 gennaio - Maxence Van Der Meersch, scrittore francese (n. 1907)
- 14 gennaio - Grīgorios Xenopoulos, drammaturgo e scrittore greco (n. 1867)
- 15 gennaio - Amy Carmichael, missionaria e scrittrice britannica (n. 1867)
- 15 gennaio - Ekaterina Pavlovna Korčagina-Aleksandrovskaja, attrice russa (n. 1874)
- 16 gennaio - Edith Hannam, tennista britannica (n. 1878)
- 16 gennaio - Pid Purdy, giocatore di football americano e giocatore di baseball statunitense (n. 1904)
- 17 gennaio - Antonio Ghisu, pittore italiano (n. 1875)
- 18 gennaio - Jack Holt, attore statunitense (n. 1888)
- 18 gennaio - Pietro Poccardi, calciatore italiano (n. 1908)
- 19 gennaio - Antonio Galardo, militare e prefetto italiano (n. 1897)
- 19 gennaio - Johannes Mattfeld, botanico tedesco (n. 1895)
- 20 gennaio - Anastasio Alfaro, zoologo, geologo e archeologo costaricano (n. 1865)
- 20 gennaio - Maria Boschetti Alberti, insegnante e pedagogista svizzera (n. 1879)
- 20 gennaio - Giuseppe Candela, avvocato e politico italiano (n. 1894)
- 21 gennaio - Miyamoto Yuriko, scrittrice, saggista e critica letteraria giapponese (n. 1899)
- 21 gennaio - Elena d'Orléans, nobile (n. 1871)
- 21 gennaio - Henry Stannard, pittore britannico (n. 1870)
- 22 gennaio - Ilio Barontini, partigiano e politico italiano (n. 1890)
- 22 gennaio - Harald Bohr, matematico e calciatore danese (n. 1887)
- 22 gennaio - Romeyne Robert Ranieri di Sorbello, nobildonna e imprenditrice statunitense (n. 1877)
- 22 gennaio - Lawson Robertson, altista, lunghista e velocista statunitense (n. 1883)
- 22 gennaio - Anna Siemsen, politica, pacifista e pedagogista tedesca (n. 1882)
- 24 gennaio - Ignatij Julianovič Kračkovskij, orientalista e geografo russo (n. 1883)
- 24 gennaio - Abelardo Olivier, schermidore italiano (n. 1877)
- 25 gennaio - Sergej Ivanovič Vavilov, fisico sovietico (n. 1891)
- 26 gennaio - Henri Bard, calciatore francese (n. 1892)
- 26 gennaio - Alfred Gindrat, calciatore francese (n. 1883)
- 26 gennaio - Giuseppe Roda, architetto italiano (n. 1866)
- 26 gennaio - Ulderico Tegani, giornalista, scrittore e romanziere italiano (n. 1877)
- 27 gennaio - Julius Brutzkus, storico e politico lituano (n. 1870)
- 27 gennaio - Carl Gustaf Emil Mannerheim, generale e politico finlandese (n. 1867)
- 28 gennaio - Carlo Cocchi, calciatore italiano (n. 1889)
- 28 gennaio - Dominic Salvatore Gentile, militare e aviatore statunitense (n. 1920)
- 29 gennaio - James Bridie, scrittore e drammaturgo scozzese (n. 1888)
- 30 gennaio - Jin Yunpeng, generale e politico cinese (n. 1877)
- 30 gennaio - Ferdinand Porsche, ingegnere e imprenditore austriaco (n. 1875)
- 31 gennaio - Charles Blake Cochran, impresario teatrale, attore e cantante inglese (n. 1872)
- 31 gennaio - Fei Mu, regista cinese (n. 1906)
- 31 gennaio - Kim Chaek, rivoluzionario, politico e generale nordcoreano (n. 1903)
- 31 gennaio - Enrico Scodnik, militare, dirigente d'azienda e politico italiano (n. 1866)

## Febbraio(56)
- 1º febbraio - Francesco Buffoni, avvocato e politico italiano (n. 1882)
- 1º febbraio - Blas Taracena Aguirre, archeologo spagnolo (n. 1895)
- 2 febbraio - Ernst Gossweiler, calciatore svizzero (n. 1888)
- 2 febbraio - Antonio Rizzo, generale italiano (n. 1885)
- 3 febbraio - Fréhel, cantante e attrice francese (n. 1891)
- 3 febbraio - August Horch, imprenditore e ingegnere tedesco (n. 1868)
- 3 febbraio - Luigi Rocco, politico italiano (n. 1894)
- 3 febbraio - Vosough od-Dowleh, politico iraniano (n. 1868)
- 4 febbraio - Suzanne Melk, aviatrice francese (n. 1908)
- 7 febbraio - Florent du Bois de La Villerabel, arcivescovo cattolico francese (n. 1877)
- 8 febbraio - Fritz Thyssen, imprenditore tedesco (n. 1873)
- 9 febbraio - Neville Bulwer-Lytton, giocatore di pallacorda britannico (n. 1879)
- 9 febbraio - Eddie Duchin, pianista e direttore d'orchestra statunitense (n. 1909)
- 10 febbraio - Giacomo Tauro, pedagogista italiano (n. 1873)
- 11 febbraio - Louis Brody, attore tedesco (n. 1892)
- 11 febbraio - Tom MacInnes, poeta e scrittore canadese (n. 1867)
- 12 febbraio - Choudhary Rahmat Ali, politico pakistano (n. 1897)
- 12 febbraio - Claës-Axel Wersäll, ginnasta svedese (n. 1888)
- 13 febbraio - Luigi Zumkeller, architetto italiano (n. 1880)
- 14 febbraio - Andrés Barbero, botanico, medico e scienziato paraguaiano (n. 1877)
- 14 febbraio - Mauro Del Giudice, giurista, magistrato e scrittore italiano (n. 1857)
- 14 febbraio - David McLean, allenatore di calcio e calciatore scozzese
- 15 febbraio - Larry Steers, attore statunitense (n. 1888)
- 15 febbraio - Guillermo Arsenio de Izaga, bibliotecario e giornalista spagnolo (n. 1885)
- 16 febbraio - Tommaso Gagliano, mafioso italiano (n. 1883)
- 16 febbraio - Henri-René Lenormand, drammaturgo francese (n. 1882)
- 16 febbraio - Heinrich Srbik, storico e politico austriaco (n. 1878)
- 17 febbraio - Arnold Pressburger, produttore cinematografico ungherese (n. 1885)
- 19 febbraio - Carlo Fabri, avvocato e politico italiano (n. 1866)
- 19 febbraio - André Gide, scrittore francese (n. 1869)
- 19 febbraio - Vester Pegg, attore statunitense (n. 1887)
- 19 febbraio - Hugo Sällström, velista svedese (n. 1870)
- 20 febbraio - Sarah Jane Baines, attivista britannica (n. 1866)
- 20 febbraio - Francesco Saverio Grazioli, generale e politico italiano (n. 1869)
- 20 febbraio - Cyril Maude, attore e direttore teatrale inglese (n. 1862)
- 21 febbraio - Campbell Brown, golfista statunitense (n. 1876)
- 21 febbraio - Gustav Höhne, generale tedesco (n. 1893)
- 21 febbraio - Katarzyna Kobro, scultrice polacca (n. 1898)
- 21 febbraio - Scott Pembroke, regista, attore e sceneggiatore statunitense (n. 1889)
- 22 febbraio - Fabio Friggeri, imprenditore italiano (n. 1884)
- 22 febbraio - Al Lindley, canottiere statunitense (n. 1904)
- 22 febbraio - Egidio Musollino, imprenditore e dirigente sportivo italiano
- 22 febbraio - Guy Porter, maratoneta statunitense (n. 1884)
- 23 febbraio - Alessandro Marzaroli, scultore italiano (n. 1868)
- 24 febbraio - Aladino Bibolotti, sindacalista, politico e antifascista italiano (n. 1891)
- 24 febbraio - Eric Forsyth, pallanuotista britannico (n. 1885)
- 25 febbraio - Francis Defago, calciatore e allenatore di calcio svizzero (n. 1911)
- 25 febbraio - Margaret Mayo, commediografa, attrice e sceneggiatrice statunitense (n. 1882)
- 25 febbraio - Martina von Trapp, cantante austriaca (n. 1921)
- 26 febbraio - Sabiha Kasimati, biologa albanese (n. 1912)
- 27 febbraio - Émile François Ouchard, archettaio francese (n. 1872)
- 27 febbraio - Gianni Remuzzi, scultore italiano (n. 1894)
- 28 febbraio - Giulio Cavina, sindacalista e politico italiano (n. 1888)
- 28 febbraio - Giannina Russ, soprano italiano (n. 1873)
- 28 febbraio - Henry Taylor, nuotatore britannico (n. 1885)
- 28 febbraio - Bruno Tognana, calciatore italiano (n. 1907)

## Marzo(61)
- 2 marzo - Ľudmila Podjavorinská, scrittrice e poetessa slovacca (n. 1872)
- 2 marzo - Umberto Solarino, militare italiano (n. 1883)
- 2 marzo - Paul L. Stein, regista e sceneggiatore austriaco (n. 1892)
- 2 marzo - Angelo Visentin, politico italiano (n. 1900)
- 4 marzo - Dina Galli, attrice italiana (n. 1877)
- 4 marzo - Zoltán Lajos Meszlényi, vescovo cattolico ungherese (n. 1892)
- 4 marzo - Paul Pfeiffer, chimico tedesco (n. 1875)
- 5 marzo - Jiří Karásek ze Lvovic, poeta, scrittore e critico letterario ceco (n. 1871)
- 5 marzo - Giuseppe Lipparini, critico letterario, poeta e scrittore italiano (n. 1877)
- 5 marzo - Pëtr Zakovorot, schermidore ucraino (n. 1871)
- 6 marzo - Phil Daubenspeck, pallanuotista statunitense (n. 1905)
- 6 marzo - Cipriano Giachetti, giornalista, scrittore e commediografo italiano (n. 1877)
- 6 marzo - Ivor Novello, attore, compositore e sceneggiatore gallese (n. 1893)
- 6 marzo - Volodymyr Kyrylovič Vynnyčenko, politico, scrittore e drammaturgo ucraino (n. 1880)
- 7 marzo - Ali Razmara, generale e politico iraniano (n. 1901)
- 7 marzo - Eleanor Gates, scrittrice e commediografa statunitense (n. 1874)
- 8 marzo - Charles Coleman, attore australiano (n. 1885)
- 9 marzo - Gonzalo Queipo de Llano, generale spagnolo (n. 1875)
- 10 marzo - Max Henze, generale e poliziotto tedesco (n. 1899)
- 10 marzo - Richard Hildebrandt, politico e generale tedesco (n. 1897)
- 10 marzo - Jussi Kurikkala, fondista e maratoneta finlandese (n. 1912)
- 10 marzo - Angelo Manzocchi, imprenditore, partigiano e politico italiano (n. 1875)
- 10 marzo - Jakov Ivanovič Nikoladze, scultore georgiano (n. 1876)
- 10 marzo - Kijūrō Shidehara, politico giapponese (n. 1872)
- 11 marzo - Adolfo Cilento, avvocato e politico italiano (n. 1874)
- 11 marzo - Carl Gregory, direttore della fotografia, regista cinematografico e sceneggiatore statunitense (n. 1882)
- 12 marzo - Alfred Hugenberg, politico e imprenditore tedesco (n. 1865)
- 13 marzo - Fred Blackburn, calciatore inglese (n. 1878)
- 13 marzo - Enrico Cardile, scrittore, poeta e giornalista italiano (n. 1883)
- 13 marzo - Tamiki Hara, scrittore e poeta giapponese (n. 1905)
- 14 marzo - Lippo Hertzka, calciatore e allenatore di calcio ungherese (n. 1904)
- 14 marzo - L.N. Van Beusekom, calciatore indonesiano (n. 1910)
- 15 marzo - Gustavo Lombardo, produttore cinematografico italiano (n. 1885)
- 15 marzo - Artemide Zatti, infermiere e missionario italiano (n. 1880)
- 16 marzo - Olinto Dini, poeta italiano (n. 1873)
- 16 marzo - Janusz Jędrzejewicz, politico polacco (n. 1885)
- 17 marzo - Carlo Alberto d'Asburgo-Teschen, nobile (n. 1888)
- 17 marzo - François Favé, ciclista su strada francese (n. 1905)
- 17 marzo - Flaminio Mancaleoni, giurista e politico italiano (n. 1867)
- 20 marzo - Alfredo Baquerizo, politico ecuadoriano (n. 1859)
- 20 marzo - René Guy Cadou, poeta francese (n. 1920)
- 20 marzo - Ricardo Leoncio Elías Arias, politico peruviano (n. 1874)
- 20 marzo - Dezső Kőszegi, allenatore di calcio e calciatore ungherese (n. 1895)
- 21 marzo - Dino Gambogi, calciatore italiano (n. 1906)
- 22 marzo - László Almásy, esploratore, aviatore e militare ungherese (n. 1895)
- 22 marzo - Werner Emmanuel Bachmann, chimico statunitense (n. 1901)
- 22 marzo - Willem Mengelberg, direttore d'orchestra e compositore olandese (n. 1871)
- 23 marzo - Piero Ferretti, avvocato, militare e politico italiano (n. 1896)
- 23 marzo - Igino Lega, gesuita e militare italiano (n. 1911)
- 23 marzo - Erich Neumann, politico tedesco (n. 1892)
- 24 marzo - Lorna Hodgkinson, educatrice e psicologa australiana (n. 1887)
- 25 marzo - Wilhelm Altmann, storico e musicologo tedesco (n. 1862)
- 25 marzo - Sid Catlett, batterista statunitense (n. 1910)
- 25 marzo - Eddie Collins, giocatore di baseball statunitense (n. 1887)
- 25 marzo - Michel Filippi, schermidore francese (n. 1875)
- 25 marzo - Oscar Micheaux, regista, sceneggiatore e attore statunitense (n. 1884)
- 25 marzo - Abdul Hamid Zangeneh, politico iraniano (n. 1899)
- 26 marzo - Harold Butler, funzionario britannico (n. 1883)
- 27 marzo - César Garin, ciclista su strada italiano (n. 1879)
- 29 marzo - Luigi Cantù, ciclista su strada italiano (n. 1868)
- 31 marzo - Albert Sherbourne Le Souef, zoologo australiano (n. 1877)

## Aprile(66)
- 1º aprile - Agide Simonazzi, velocista e mezzofondista italiano (n. 1896)
- 2 aprile - Simon Barer, pianista ucraino (n. 1896)
- 2 aprile - Aleksandr Abramovič Krejn, compositore e insegnante russo (n. 1883)
- 2 aprile - Michail Fëdorovič Vladimirskij, politico russo (n. 1874)
- 3 aprile - Franco De Gregori, calciatore italiano (n. 1927)
- 3 aprile - Carlo De Simone, generale italiano (n. 1885)
- 4 aprile - Sadegh Hedayat, scrittore, critico letterario e traduttore iraniano (n. 1903)
- 5 aprile - Giuseppe Bevilacqua, commediografo italiano (n. 1891)
- 6 aprile - Robert Broom, medico e paleontologo sudafricano (n. 1866)
- 6 aprile - Christian Grøthan, calciatore danese (n. 1890)
- 6 aprile - Charles Smith, pallanuotista britannico (n. 1879)
- 7 aprile - Frederick Hamlin, pistard britannico (n. 1881)
- 7 aprile - Henri Gustave Jossot, illustratore, pittore e scrittore francese (n. 1866)
- 7 aprile - Georg Kinsky, musicologo tedesco (n. 1882)
- 7 aprile - Daniel Lowey, tiratore di fune britannico (n. 1878)
- 7 aprile - Giovanni Sanvitale, ingegnere e fotografo italiano (n. 1872)
- 7 aprile - Ricardo de Gondra, dirigente sportivo e calciatore spagnolo (n. 1885)
- 8 aprile - Ferdinand Quénisset, astronomo francese (n. 1872)
- 9 aprile - Vilhelm Bjerknes, fisico norvegese (n. 1862)
- 10 aprile - Nora Barnacle, irlandese (n. 1884)
- 10 aprile - Jorge Gonçalves Tavares, calciatore portoghese (n. 1905)
- 10 aprile - Paul Wolff, fotografo tedesco (n. 1887)
- 11 aprile - Panama Al Brown, pugile panamense (n. 1902)
- 11 aprile - Joe King, attore statunitense (n. 1883)
- 11 aprile - Woldemar Mobitz, cardiologo tedesco (n. 1889)
- 12 aprile - Andrea Marro, chirurgo italiano (n. 1872)
- 12 aprile - Henry De Vere Stacpoole, scrittore e medico irlandese (n. 1863)
- 13 aprile - Billy Smith, allenatore di calcio e calciatore inglese (n. 1895)
- 14 aprile - Ernest Bevin, politico britannico (n. 1881)
- 14 aprile - Al Christie, regista, sceneggiatore e produttore cinematografico canadese (n. 1881)
- 15 aprile - Robert Ritter, medico e psicologo tedesco (n. 1901)
- 16 aprile - Adolph Bolm, ballerino e coreografo statunitense (n. 1884)
- 16 aprile - Aimé Auguste Cotton, fisico francese (n. 1869)
- 17 aprile - Berthe Weill, mercante d'arte francese (n. 1865)
- 18 aprile - Daisy Bates, scrittrice e giornalista irlandese (n. 1859)
- 18 aprile - Luigi Capra, politico italiano (n. 1872)
- 18 aprile - António Óscar Carmona, generale e politico portoghese (n. 1869)
- 19 aprile - Lonnie Darling, dirigente sportivo e allenatore di pallacanestro statunitense (n. 1902)
- 19 aprile - Philip Mangano, mafioso italiano (n. 1898)
- 19 aprile - Ion Manolescu-Strunga, politico rumeno (n. 1889)
- 20 aprile - Sergej Konstantinovič Belosel'skij-Belozerskij, generale russo (n. 1867)
- 20 aprile - Ivanoe Bonomi, avvocato, giornalista e politico italiano (n. 1873)
- 21 aprile - Olive Fremstad, soprano e mezzosoprano svedese (n. 1871)
- 21 aprile - Saverio Ritter, arcivescovo cattolico italiano (n. 1884)
- 21 aprile - Urbano Salvolini, medico italiano (n. 1873)
- 22 aprile - Mohammad Taqī Bahār, poeta, scrittore e giornalista iraniano (n. 1886)
- 22 aprile - Stanley Ridges, attore britannico (n. 1890)
- 23 aprile - Jules Berry, attore francese (n. 1883)
- 23 aprile - Charles Dawes, politico, banchiere e ambasciatore statunitense (n. 1865)
- 23 aprile - Guglielmo Moschino, calciatore italiano (n. 1890)
- 23 aprile - Albert Ruskin Cook, medico britannico (n. 1870)
- 23 aprile - Alain Campbell White, compositore di scacchi, mecenate e botanico statunitense (n. 1880)
- 24 aprile - Alphonse Georges, generale francese (n. 1875)
- 26 aprile - Edward William Barton-Wright, imprenditore e artista marziale britannico (n. 1860)
- 26 aprile - John Alden Carpenter, compositore statunitense (n. 1876)
- 26 aprile - Arnold Sommerfeld, fisico e matematico tedesco (n. 1868)
- 27 aprile - Frank Buchanan, politico statunitense (n. 1902)
- 27 aprile - Driekske van Bussel, arciere olandese (n. 1868)
- 28 aprile - Alessandro Bettoni Cazzago, militare italiano (n. 1892)
- 28 aprile - Victor Lindberg, pallanuotista neozelandese (n. 1875)
- 28 aprile - Osmar Maderna, pianista, direttore d'orchestra e compositore argentino (n. 1918)
- 29 aprile - Vijaysinhji Chhatrasinhji, principe indiano (n. 1890)
- 29 aprile - Gerald Logan, hockeista su prato britannico (n. 1879)
- 29 aprile - Ludwig Wittgenstein, filosofo e logico austriaco (n. 1889)
- 30 aprile - Nabawiyya Musa, politica egiziana (n. 1886)
- 30 aprile - Harry Warnken, ginnasta e multiplista statunitense (n. 1884)

## Maggio(70)
- 1º maggio - Eugenio Giovannetti, giornalista, scrittore e traduttore italiano (n. 1883)
- 1º maggio - Takashi Paolo Nagai, medico e scrittore giapponese (n. 1908)
- 1º maggio - Clemente Šeptyc'kyj, presbitero ucraino (n. 1869)
- 2 maggio - Alphonse de Chateaubriant, scrittore francese (n. 1877)
- 2 maggio - Edwin L. Marin, regista statunitense (n. 1899)
- 2 maggio - Mansur bin Abd al-Aziz Al Sa'ud, principe e politico saudita (n. 1921)
- 3 maggio - Marcel Lalu, ginnasta francese (n. 1882)
- 3 maggio - Homero Manzi, paroliere, sceneggiatore e regista cinematografico argentino (n. 1907)
- 3 maggio - Edgar Rubin, psicologo danese (n. 1886)
- 5 maggio - Eddie Dunn, attore statunitense (n. 1896)
- 5 maggio - John Flynn, pastore protestante australiano (n. 1880)
- 5 maggio - Larry Grey, attore e illusionista britannico (n. 1895)
- 6 maggio - Élie Joseph Cartan, matematico francese (n. 1869)
- 6 maggio - Renato Coturri, generale italiano (n. 1883)
- 6 maggio - Guido Leoni, pilota motociclistico italiano (n. 1915)
- 6 maggio - Henry Carton de Wiart, politico belga (n. 1869)
- 7 maggio - Warner Baxter, attore e cantante statunitense (n. 1889)
- 7 maggio - Vasilij Ulrich, giurista sovietico (n. 1889)
- 8 maggio - Gilbert Ames Bliss, matematico statunitense (n. 1876)
- 8 maggio - Pat Hartigan, attore e regista statunitense (n. 1881)
- 8 maggio - Piero Puricelli, ingegnere e imprenditore italiano (n. 1883)
- 9 maggio - Alessandro Alvisi, cavaliere italiano (n. 1887)
- 9 maggio - Marie Ault, attrice britannica (n. 1870)
- 9 maggio - Leo Bosschart, calciatore olandese (n. 1888)
- 9 maggio - Jakov Georgievič Černichov, architetto, designer e insegnante sovietico (n. 1889)
- 9 maggio - Ettore Felici, arcivescovo cattolico italiano (n. 1881)
- 9 maggio - Battista Vielmi, calciatore italiano (n. 1884)
- 10 maggio - Leon Campbell, astronomo statunitense (n. 1881)
- 10 maggio - Nikola Mušanov, politico bulgaro (n. 1872)
- 11 maggio - Napoleone Passerini, agronomo e botanico italiano (n. 1862)
- 11 maggio - Carlo Severini, matematico italiano (n. 1872)
- 12 maggio - Vasilij Vanin, attore sovietico (n. 1898)
- 12 maggio - Egon von Waldstätten, militare e storico austriaco (n. 1875)
- 13 maggio - Giovanni Quaini, presbitero e antifascista italiano (n. 1880)
- 14 maggio - Val Lewton, produttore cinematografico russo (n. 1904)
- 16 maggio - Sammy Brooks, attore statunitense (n. 1891)
- 16 maggio - Dobroslav Chrobák, scrittore slovacco (n. 1907)
- 17 maggio - Delaval Astley, ufficiale e giocatore di curling britannico (n. 1868)
- 17 maggio - William Birdwood, I barone Birdwood, generale britannico (n. 1865)
- 17 maggio - Harry Kerr, marciatore neozelandese (n. 1879)
- 17 maggio - Theodor Scherer, generale tedesco (n. 1889)
- 17 maggio - S. Sylvan Simon, regista statunitense (n. 1910)
- 17 maggio - Imperatrice Teimei, imperatrice giapponese (n. 1884)
- 17 maggio - Livio Tovini, avvocato, giornalista e politico italiano (n. 1876)
- 18 maggio - Melchiorre Allegra, medico, mafioso e collaboratore di giustizia italiano (n. 1881)
- 18 maggio - Frank McGlynn Sr., attore statunitense (n. 1866)
- 18 maggio - Marcel Tournier, arpista, compositore e insegnante francese (n. 1879)
- 19 maggio - Billie Bennett, attrice statunitense (n. 1874)
- 19 maggio - Romolo Manissero, aviatore e militare italiano (n. 1881)
- 21 maggio - Rafael González Iglesias, imprenditore e avvocato spagnolo (n. 1900)
- 23 maggio - Antonio Gandusio, attore italiano (n. 1872)
- 24 maggio - Thomas N. Heffron, regista cinematografico e attore teatrale statunitense (n. 1872)
- 25 maggio - Paula von Preradović, scrittrice e poetessa austriaca (n. 1887)
- 25 maggio - Emilio Sagi Liñán, calciatore spagnolo (n. 1900)
- 26 maggio - Lincoln Ellsworth, esploratore statunitense (n. 1880)
- 27 maggio - Lorenzo La Via di Sant'Agrippina, politico italiano (n. 1883)
- 27 maggio - Jacques Prevel, poeta francese (n. 1915)
- 28 maggio - Queena Mario, soprano statunitense (n. 1896)
- 29 maggio - Michail Markovič Borodin, politico e giornalista sovietico (n. 1884)
- 29 maggio - Fanny Brice, attrice e cantante statunitense (n. 1891)
- 29 maggio - Josef Foerster, compositore, critico musicale e scrittore ceco (n. 1859)
- 29 maggio - Géza Maróczy, scacchista ungherese (n. 1870)
- 29 maggio - Antonio Mosca, pittore italiano (n. 1870)
- 29 maggio - Gertrude Thanhouser, sceneggiatrice e attrice statunitense (n. 1880)
- 30 maggio - Hermann Broch, scrittore e drammaturgo austriaco (n. 1886)
- 30 maggio - Stefano Cavazzoni, politico italiano (n. 1881)
- 30 maggio - Antonino Fazio, militare italiano (n. 1893)
- 30 maggio - Bernard de Lattre de Tassigny, ufficiale francese (n. 1928)
- 31 maggio - Dennis Dougherty, cardinale e arcivescovo cattolico statunitense (n. 1865)
- 31 maggio - Mario Palandri, calciatore italiano (n. 1904)

## Giugno(64)
- 1º giugno - Rafael Altamira y Crevea, storico spagnolo (n. 1866)
- 1º giugno - Luis Arana, politico spagnolo (n. 1862)
- 1º giugno - Tadeusz Borowski, scrittore, poeta e giornalista polacco (n. 1922)
- 1º giugno - Garry Owen, attore statunitense (n. 1902)
- 2 giugno - Émile-Auguste Chartier, filosofo, giornalista e scrittore francese (n. 1868)
- 2 giugno - John Erskine, romanziere, critico letterario e poeta statunitense (n. 1879)
- 2 giugno - Bálint Hóman, storico e politico ungherese (n. 1885)
- 2 giugno - Ernst Pittschau, attore tedesco (n. 1883)
- 4 giugno - Sergej Aleksandrovič Kusevickij, direttore d'orchestra e contrabbassista russo (n. 1874)
- 4 giugno - Luigi Milano, militare e partigiano italiano (n. 1909)
- 4 giugno - Sándor Szűcs, calciatore ungherese (n. 1921)
- 4 giugno - Silvio Tacconis, arbitro di calcio e farmacista italiano (n. 1891)
- 4 giugno - Alberto da Zara, ammiraglio italiano (n. 1889)
- 7 giugno - Paul Blobel, militare e criminale di guerra tedesco (n. 1894)
- 7 giugno - Werner Braune, militare e agente segreto tedesco (n. 1909)
- 7 giugno - Erich Naumann, generale tedesco (n. 1905)
- 7 giugno - Otto Ohlendorf, generale e agente segreto tedesco (n. 1907)
- 7 giugno - Oswald Pohl, generale tedesco (n. 1892)
- 8 giugno - Stephen Bonsal, storico e giornalista statunitense (n. 1865)
- 8 giugno - Herman Hupfeld, cantautore statunitense (n. 1894)
- 8 giugno - Giulio Lorenzetti, scrittore e critico d'arte italiano (n. 1885)
- 9 giugno - Gino Gibelli, calciatore italiano (n. 1882)
- 9 giugno - Mayo Methot, attrice statunitense (n. 1904)
- 9 giugno - Angelos Sikelianos, poeta greco (n. 1884)
- 11 giugno - Takuma Nishimura, generale giapponese (n. 1889)
- 11 giugno - Lajos Tóth, militare e aviatore ungherese (n. 1922)
- 12 giugno - Paulette Duval, attrice e ballerina francese (n. 1889)
- 13 giugno - Ben Chifley, politico australiano (n. 1885)
- 13 giugno - Percy Walker Nelles, ammiraglio canadese (n. 1892)
- 14 giugno - Gyula Bíró, calciatore ungherese (n. 1890)
- 14 giugno - Gordon Hodgson, calciatore e crickettista sudafricano (n. 1904)
- 14 giugno - Hilda Margaret Northcroft, medico neozelandese (n. 1882)
- 15 giugno - Giulio Donadio, attore e regista italiano (n. 1889)
- 15 giugno - Tīlemachos Karakalos, schermidore greco (n. 1866)
- 15 giugno - Konstantin Valentini, militare austro-ungarico (n. 1876)
- 16 giugno - Matteo Benussi, partigiano italiano (n. 1906)
- 17 giugno - Robert Emmett Tansey, attore, sceneggiatore e regista statunitense (n. 1897)
- 20 giugno - Giovanni Indri, avvocato e politico italiano (n. 1873)
- 20 giugno - Jacques Baumer, attore francese (n. 1885)
- 20 giugno - François Georges-Picot, diplomatico francese (n. 1870)
- 20 giugno - Pietro Raveggi, archeologo e pubblicista italiano (n. 1872)
- 21 giugno - Charles Dillon Perrine, astronomo argentino (n. 1867)
- 21 giugno - Gustave Sandras, ginnasta francese (n. 1872)
- 22 giugno - Kim Myeong-sun, scrittrice, poetessa e attivista coreana (n. 1896)
- 23 giugno - Victor Johnson, pistard britannico (n. 1883)
- 23 giugno - Nikoláj Grigor'evič Sergéev, ballerino, coreografo e insegnante russo (n. 1876)
- 24 giugno - Dino Rondani, avvocato, politico e giornalista italiano (n. 1868)
- 24 giugno - Orien Vernon, tennista statunitense (n. 1874)
- 25 giugno - Nils Rosén, calciatore svedese (n. 1902)
- 26 giugno - Nino Bazzetta de Vemenia, giornalista e scrittore italiano (n. 1880)
- 26 giugno - Gervasio Bitossi, generale italiano (n. 1884)
- 26 giugno - Peter Cheyney, scrittore inglese (n. 1896)
- 26 giugno - Frank Ferera, cantante statunitense (n. 1885)
- 26 giugno - Cornelis Hirschman, banchiere e dirigente sportivo olandese (n. 1877)
- 26 giugno - George Udny Yule, statistico britannico (n. 1871)
- 27 giugno - Karl Günther, attore austriaco (n. 1885)
- 27 giugno - Luigi Rizzo, comandante marittimo e ammiraglio italiano (n. 1887)
- 28 giugno - Fumiko Hayashi, scrittrice e poetessa giapponese (n. 1903)
- 28 giugno - Maria Pia Mastena, religiosa e beata italiana (n. 1881)
- 29 giugno - Serse Coppi, ciclista su strada italiano (n. 1923)
- 29 giugno - John Olliff, tennista e giornalista britannico (n. 1908)
- 30 giugno - Hans von Greiffenberg, generale tedesco (n. 1893)
- 30 giugno - Vittorio Rolandi Ricci, avvocato, giornalista e politico italiano (n. 1860)
- 30 giugno - Yrjö Saarela, lottatore finlandese (n. 1882)

## Luglio(72)
- 1º luglio - Maurizio Ramassotto, aviatore e pilota automobilistico italiano (n. 1884)
- 2 luglio - Beatrice Hill-Lowe, arciera irlandese (n. 1869)
- 2 luglio - Ernst Ferdinand Sauerbruch, chirurgo tedesco (n. 1875)
- 4 luglio - Francisco Boix, fotoreporter spagnolo (n. 1920)
- 5 luglio - James Norman Hall, scrittore statunitense (n. 1887)
- 7 luglio - Camillo Pavanello, ginnasta italiano (n. 1879)
- 8 luglio - Willy Gervin, pistard danese (n. 1903)
- 9 luglio - Giannina Arangi-Lombardi, soprano italiano (n. 1891)
- 9 luglio - Harry Heilmann, giocatore di baseball statunitense (n. 1894)
- 9 luglio - Egbert Van Alstyne, compositore e pianista statunitense (n. 1878)
- 10 luglio - Ethel Shannon, attrice statunitense (n. 1898)
- 10 luglio - Enrique Zanni, dirigente sportivo argentino
- 11 luglio - Albert Fuller Ellis, neozelandese (n. 1869)
- 11 luglio - Leone Osvaldo Girolami, ingegnere e politico italiano (n. 1894)
- 11 luglio - Concetto Maugeri, artista italiano (n. 1919)
- 12 luglio - Abe Stern, produttore cinematografico tedesco (n. 1888)
- 13 luglio - Claudio Mastellari, pilota motociclistico italiano (n. 1915)
- 13 luglio - Arnold Schönberg, compositore e pittore austriaco (n. 1874)
- 14 luglio - Jean Achard, pilota automobilistico, giornalista e partigiano francese (n. 1918)
- 14 luglio - Dario Ambrosini, pilota motociclistico italiano (n. 1918)
- 14 luglio - Sidney Merlin, tiratore a segno e botanico britannico (n. 1856)
- 14 luglio - Renzo Pezzani, poeta e scrittore italiano (n. 1898)
- 14 luglio - Ben Verweij, calciatore olandese (n. 1895)
- 15 luglio - Théodore-Henri Fresson, agronomo e fotografo francese (n. 1865)
- 15 luglio - Enzo Martissa, aviatore e militare italiano (n. 1913)
- 16 luglio - Stefano De Ruggiero, prefetto e politico italiano (n. 1878)
- 17 luglio - Giulio Fregosi, baritono italiano (n. 1887)
- 17 luglio - Riyad al-Sulh, politico libanese (n. 1894)
- 18 luglio - Vincenzo Cecconi, politico italiano (n. 1884)
- 18 luglio - Ludovico Di Caporiacco, entomologo e aracnologo italiano (n. 1900)
- 18 luglio - Alberto Missiroli, medico italiano (n. 1883)
- 18 luglio - Alfredo Misuri, politico italiano (n. 1886)
- 18 luglio - Boris Poslavskij, attore sovietico (n. 1897)
- 18 luglio - Paolo Ricca Salerno, economista italiano (n. 1889)
- 19 luglio - Max Ettinger, compositore tedesco (n. 1874)
- 19 luglio - Jacques Sevin, gesuita francese (n. 1882)
- 20 luglio - Abd Allah I di Giordania, politico e patriota giordano (n. 1882)
- 20 luglio - George Barnes, attore statunitense (n. 1880)
- 20 luglio - Biagio Borriello, armatore e politico italiano (n. 1879)
- 20 luglio - Guglielmo di Prussia, nobile e generale tedesco (n. 1882)
- 21 luglio - Fred Antoine Angermayer, drammaturgo tedesco (n. 1889)
- 21 luglio - Marion Aye, attrice statunitense (n. 1903)
- 21 luglio - Felice Costa, calciatore italiano (n. 1899)
- 22 luglio - Edward Alsworth Ross, sociologo e genetista statunitense (n. 1866)
- 23 luglio - Robert J. Flaherty, regista statunitense (n. 1884)
- 23 luglio - Philippe Pétain, generale e politico francese (n. 1856)
- 23 luglio - Adam Stefan Sapieha, cardinale e arcivescovo cattolico polacco (n. 1867)
- 23 luglio - Richard von Schwerin, generale tedesco (n. 1892)
- 24 luglio - Eugen Bönsch, aviatore austro-ungarico (n. 1897)
- 24 luglio - Paddy Moore, calciatore e allenatore di calcio irlandese (n. 1909)
- 25 luglio - J. C. Leyendecker, illustratore tedesco (n. 1874)
- 25 luglio - Robert William Seton-Watson, storico britannico (n. 1879)
- 26 luglio - Otto Furrer, sciatore alpino e sciatore di pattuglia militare svizzero (n. 1903)
- 27 luglio - Emilio Chiocchetti, filosofo e francescano italiano (n. 1880)
- 27 luglio - Joe Cunningham, tennista statunitense (n. 1867)
- 27 luglio - Enzo Fusco, poeta italiano (n. 1899)
- 27 luglio - Henry Marillier, scrittore inglese (n. 1865)
- 27 luglio - Vasilij Grigor'evič Voskresenskij, impresario teatrale, direttore teatrale e militare russo (n. 1888)
- 28 luglio - Marie-Pauline Martin, monaca cristiana francese (n. 1861)
- 28 luglio - Silvio Benedetti, commediografo italiano (n. 1884)
- 28 luglio - Ferdiš Kostka, ceramista slovacco (n. 1878)
- 29 luglio - Walt Brown, pilota automobilistico statunitense (n. 1911)
- 29 luglio - Cecil Green, pilota automobilistico statunitense (n. 1919)
- 29 luglio - Ali Sami Yen, allenatore di calcio e calciatore turco (n. 1886)
- 29 luglio - Arnold Watson Hutton, calciatore argentino (n. 1886)
- 30 luglio - Michail Deržavin, attore sovietico (n. 1903)
- 30 luglio - Louis George Gregory, avvocato statunitense (n. 1874)
- 30 luglio - Max Kennedy Horton, ammiraglio britannico (n. 1883)
- 30 luglio - Martin André Rosanoff, chimico russo (n. 1874)
- 31 luglio - Carlo Margotti, arcivescovo cattolico italiano (n. 1891)
- 31 luglio - Valentin Müller, medico tedesco (n. 1891)
- 31 luglio - László Pottyondy, militare e aviatore ungherese (n. 1915)

## Agosto(60)
- 1º agosto - Karel Heijting, calciatore olandese (n. 1883)
- 2 agosto - Maria Artini, ingegnera italiana (n. 1894)
- 2 agosto - Enrico Dante Fantappiè, architetto italiano (n. 1869)
- 2 agosto - Giuseppe Muscatello, chirurgo e politico italiano (n. 1866)
- 2 agosto - John Paine, tiratore a segno statunitense (n. 1870)
- 4 agosto - Solveig Gladtved, attrice norvegese
- 4 agosto - Josef Kaltenbrunner, calciatore austriaco (n. 1888)
- 4 agosto - Ernst von Weizsäcker, diplomatico tedesco (n. 1882)
- 5 agosto - Camillo de Nardis, compositore italiano (n. 1857)
- 8 agosto - Charles Hitchcock Adams, astronomo statunitense (n. 1868)
- 9 agosto - Francesco Ferranti, pittore italiano (n. 1873)
- 10 agosto - Edgardo Baldi, limnologo italiano (n. 1899)
- 10 agosto - Hilmar Clausen, attore danese (n. 1888)
- 10 agosto - Tony Gaudio, direttore della fotografia e regista cinematografico italiano (n. 1883)
- 10 agosto - Lew Meehan, attore statunitense (n. 1890)
- 11 agosto - Alfredo Felici, avvocato e politico italiano (n. 1868)
- 11 agosto - Melbourne Inman, giocatore di snooker inglese (n. 1878)
- 12 agosto - William Garcia, maratoneta statunitense (n. 1877)
- 12 agosto - Christianus Cornelius Uhlenbeck, glottologo olandese (n. 1866)
- 13 agosto - Andreas Sprecher von Bernegg, naturalista e botanico svizzero (n. 1871)
- 13 agosto - Emmet Fox, pastore protestante statunitense (n. 1886)
- 13 agosto - Salvatore Gatti, magistrato e politico italiano (n. 1879)
- 13 agosto - Giovanni Patroni, archeologo italiano (n. 1869)
- 14 agosto - William Randolph Hearst, editore, imprenditore e politico statunitense (n. 1863)
- 14 agosto - Robert Langton Douglas, storico, critico d'arte e docente inglese (n. 1864)
- 15 agosto - Adolfo Coppedè, architetto italiano (n. 1871)
- 15 agosto - Sante Geminiani, pilota motociclistico italiano (n. 1919)
- 15 agosto - Gianni Leoni, pilota motociclistico italiano (n. 1915)
- 15 agosto - Vito Luciani, politico italiano (n. 1859)
- 15 agosto - Artur Schnabel, pianista e compositore austriaco (n. 1882)
- 16 agosto - Louis Jouvet, attore francese (n. 1887)
- 16 agosto - Hector Tiberghien, ciclista su strada belga (n. 1890)
- 17 agosto - Luigi Cacciatore, politico e sindacalista italiano (n. 1900)
- 17 agosto - Antonio Riva, aviatore italiano (n. 1896)
- 18 agosto - Giuseppe Fanciulli, pedagogista e scrittore italiano (n. 1881)
- 18 agosto - Ettore Zapparoli, alpinista italiano (n. 1899)
- 19 agosto - Jean-Liévin-Joseph Sion, missionario e vescovo cattolico francese (n. 1890)
- 19 agosto - Władysław Wróblewski, politico e diplomatico polacco (n. 1875)
- 21 agosto - Raoul Dautry, politico francese (n. 1880)
- 21 agosto - Constant Lambert, compositore e direttore d'orchestra inglese (n. 1905)
- 22 agosto - Harry Blackstaffe, canottiere britannico (n. 1868)
- 22 agosto - Ernesto Bosch, avvocato, diplomatico e politico argentino (n. 1863)
- 23 agosto - Ernesto Eugenio Filippi, arcivescovo cattolico italiano (n. 1879)
- 24 agosto - Georges Achille-Fould, pittrice francese (n. 1865)
- 25 agosto - Vincenzo Errante, filologo, storico e traduttore italiano (n. 1890)
- 27 agosto - Joseph A. Ball, inventore e fisico statunitense (n. 1894)
- 27 agosto - Raghunathrao Shankarrao Gandekar, principe indiano (n. 1878)
- 28 agosto - Adolf Burger, calciatore cecoslovacco (n. 1897)
- 28 agosto - Georg Steindorff, egittologo tedesco (n. 1861)
- 28 agosto - Robert Walker, attore statunitense (n. 1918)
- 29 agosto - Emilio Bancale, generale italiano (n. 1882)
- 29 agosto - Giuseppe Marchesano, politico e avvocato italiano (n. 1863)
- 30 agosto - Fritz Oswald Bilse, scrittore e drammaturgo tedesco (n. 1878)
- 30 agosto - Alfred Ebermann, alpinista austriaco (n. 1908)
- 30 agosto - Einar Hansen, calciatore norvegese (n. 1892)
- 30 agosto - Ivan Nikolaevič Pavlov, pittore e incisore russo (n. 1872)
- 30 agosto - William Richmond Chase, cestista statunitense (n. 1867)
- 30 agosto - Samuel Sharman, tiratore a segno statunitense (n. 1879)
- 31 agosto - Abraham Cahan, scrittore, giornalista e politico russo (n. 1860)
- 31 agosto - Pál Koppán, velocista e triplista ungherese (n. 1878)

## Settembre(55)
- 1º settembre - Georgij Petrovič Fedotov, storico russo (n. 1886)
- 1º settembre - Giuseppe Girani, calciatore e allenatore di calcio italiano (n. 1897)
- 1º settembre - Louis Lavelle, filosofo francese (n. 1883)
- 1º settembre - Nellie McClung, politica, scrittrice e attivista canadese (n. 1873)
- 1º settembre - Augusto Raffaele Occhialini, fisico e divulgatore scientifico italiano (n. 1878)
- 1º settembre - Wols, pittore, fotografo e grafico tedesco (n. 1913)
- 3 settembre - Howard Steward, giocatore di curling canadese (n. 1869)
- 3 settembre - Serge Voronoff, chirurgo e sessuologo russo (n. 1866)
- 4 settembre - Louis Adamic, scrittore e giornalista sloveno (n. 1898)
- 5 settembre - Alexander McCulloch, canottiere britannico (n. 1887)
- 5 settembre - Milica del Montenegro, principessa montenegrina (n. 1866)
- 6 settembre - Thoralf Grubbe, calciatore norvegese (n. 1891)
- 7 settembre - Frederick Chapman, calciatore inglese (n. 1883)
- 7 settembre - María Montez, attrice dominicana (n. 1912)
- 7 settembre - John French Sloan, pittore statunitense (n. 1871)
- 9 settembre - Gibson Gowland, attore britannico (n. 1877)
- 9 settembre - Adam Remmele, politico e sindacalista tedesco (n. 1877)
- 9 settembre - Lino Vaccari, botanico italiano (n. 1873)
- 10 settembre - Engelbert König, allenatore di calcio e calciatore austriaco (n. 1884)
- 10 settembre - Giuseppe Mulè, compositore e direttore d'orchestra italiano (n. 1885)
- 10 settembre - Hugo Peitsch, ginnasta tedesco (n. 1878)
- 10 settembre - Belén de Sárraga, giornalista e attivista spagnola (n. 1874)
- 10 settembre - Johann Sölch, geografo austriaco (n. 1883)
- 11 settembre - Fernand Canelle, calciatore francese (n. 1882)
- 11 settembre - Rudolf Klapka, calciatore cecoslovacco (n. 1889)
- 11 settembre - Thomas Marden, generale britannico (n. 1866)
- 12 settembre - Giulio Augusto Levi, italianista e critico letterario italiano (n. 1879)
- 12 settembre - Ethel Warwick, attrice e modella britannica (n. 1882)
- 13 settembre - Giovanni Descalzo, poeta e scrittore italiano (n. 1902)
- 13 settembre - Edwin Foresman Schoch, ingegnere e militare statunitense (n. 1916)
- 14 settembre - James Bowman, giocatore di curling canadese (n. 1879)
- 14 settembre - Fritz Busch, direttore d'orchestra tedesco (n. 1890)
- 14 settembre - Ricciotti Garibaldi jr, militare e agente segreto italiano (n. 1881)
- 15 settembre - Stig Rønne, ginnasta danese (n. 1887)
- 15 settembre - Ludmila Smanova, attrice russa (n. 1896)
- 16 settembre - Bill Klem, arbitro di baseball statunitense (n. 1874)
- 16 settembre - Giovanni Tarello, politico, avvocato e antifascista italiano (n. 1881)
- 17 settembre - Materno Giribaldi, scultore italiano (n. 1870)
- 17 settembre - František Nušl, astronomo e matematico ceco (n. 1867)
- 17 settembre - Herbert Pililaau, militare statunitense (n. 1928)
- 17 settembre - Jimmy Yancey, pianista, compositore e cantante statunitense (n. 1898)
- 18 settembre - Pamela Colman Smith, artista e illustratrice britannica (n. 1878)
- 20 settembre - Ennio Cerlesi, attore, regista e doppiatore italiano (n. 1901)
- 21 settembre - Morgan Jones, attore statunitense (n. 1879)
- 21 settembre - John P. O'Brien, politico e avvocato statunitense (n. 1873)
- 21 settembre - Richard Schorr, astronomo tedesco (n. 1867)
- 22 settembre - Émile Topsent, biologo francese (n. 1862)
- 23 settembre - Ugo Mancini, politico italiano (n. 1868)
- 25 settembre - Gino Saltamerenda, attore italiano (n. 1902)
- 26 settembre - Blas Saruppo, calciatore argentino (n. 1896)
- 27 settembre - Alfred Compeyrat, calciatore francese (n. 1890)
- 27 settembre - Augusto de Vasconcelos, politico e diplomatico portoghese (n. 1867)
- 28 settembre - Carl Albert Andersen, ginnasta, astista e altista norvegese (n. 1876)
- 29 settembre - Pietro Frosini, fisarmonicista e compositore italiano (n. 1885)
- 30 settembre - Heinrich Kling, militare tedesco (n. 1913)

## Ottobre(57)
- 1º ottobre - Jens Jensen, architetto danese (n. 1860)
- 1º ottobre - Karel Teige, artista cecoslovacco (n. 1900)
- 2 ottobre - Gaetano Martinez, scultore italiano (n. 1892)
- 2 ottobre - Mirko Polič, compositore e direttore teatrale sloveno (n. 1890)
- 2 ottobre - Otto von Leitgeb, scrittore austriaco (n. 1860)
- 3 ottobre - Alberto Andreani, militare e partigiano italiano (n. 1902)
- 4 ottobre - Henrietta Lacks, statunitense (n. 1920)
- 4 ottobre - Willie Moretti, mafioso italiano (n. 1894)
- 5 ottobre - Luigi Basile, politico italiano (n. 1869)
- 5 ottobre - Ernesto Borel, calciatore italiano (n. 1889)
- 6 ottobre - Fiorenzo Cimenti, politico italiano (n. 1900)
- 6 ottobre - Will Keith Kellogg, imprenditore statunitense (n. 1860)
- 6 ottobre - Gunnar Lindström, giavellottista svedese (n. 1896)
- 6 ottobre - Otto Fritz Meyerhof, medico e biochimico tedesco (n. 1884)
- 6 ottobre - James Smith, montatore statunitense (n. 1892)
- 7 ottobre - Jacques Cariou, cavaliere francese (n. 1882)
- 7 ottobre - Anton Philips, imprenditore olandese (n. 1874)
- 8 ottobre - Louis Auguste-Dormeuil, velista francese (n. 1868)
- 8 ottobre - José Joaquín Casas Castañeda, politico colombiano (n. 1866)
- 8 ottobre - Gaston Peltier, calciatore francese (n. 1877)
- 9 ottobre - Ödön Nádas, calciatore e allenatore di calcio ungherese (n. 1891)
- 10 ottobre - Axel Sjöblom, ginnasta svedese (n. 1882)
- 11 ottobre - Giovanni Scatturin, canottiere italiano (n. 1893)
- 12 ottobre - Giuseppe De Michelis, diplomatico e politico italiano (n. 1872)
- 12 ottobre - Leon Errol, attore e regista australiano (n. 1881)
- 12 ottobre - Simon Kimbangu, religioso della Repubblica Democratica del Congo (n. 1889)
- 14 ottobre - Fosco Frizzi, partigiano e politico italiano (n. 1901)
- 15 ottobre - Joaquín Chapaprieta, politico spagnolo (n. 1871)
- 16 ottobre - Saad Akbar, criminale afghano
- 16 ottobre - Liaquat Ali Khan, politico pakistano (n. 1896)
- 16 ottobre - Constantin C. Nottara, violinista, compositore e critico musicale rumeno (n. 1890)
- 17 ottobre - Eugen Illés, regista, direttore della fotografia e sceneggiatore ungherese (n. 1879)
- 17 ottobre - Bernhard Kellermann, scrittore e giornalista tedesco (n. 1879)
- 17 ottobre - Leone Giacomo Ossola, arcivescovo cattolico italiano (n. 1887)
- 19 ottobre - Otto Wurzburg, compositore di scacchi statunitense (n. 1875)
- 22 ottobre - Phil Rosen, regista e direttore della fotografia statunitense (n. 1888)
- 23 ottobre - Ernesto La Polla, militare e aviatore italiano (n. 1872)
- 23 ottobre - Luciano Neroni, basso italiano (n. 1909)
- 23 ottobre - Fernando Poe, attore, regista e produttore cinematografico filippino (n. 1916)
- 24 ottobre - Christian Baastrup, medico danese (n. 1885)
- 24 ottobre - Frederick Hervey, IV marchese di Bristol, politico e ammiraglio britannico (n. 1863)
- 24 ottobre - Federico Jarach, imprenditore italiano (n. 1874)
- 24 ottobre - Carlo di Svezia, principe svedese (n. 1861)
- 25 ottobre - Amelia d'Orléans, nobile (n. 1865)
- 25 ottobre - Petras Pranciskus Būčys, vescovo cattolico lituano (n. 1872)
- 25 ottobre - Mario Calvino, agronomo e botanico italiano (n. 1875)
- 25 ottobre - Marija Kirillovna Romanova, nobile russo (n. 1907)
- 26 ottobre - Umberto Grilli, politico italiano (n. 1882)
- 26 ottobre - Charles Lapworth, giornalista, attivista e sceneggiatore britannico (n. 1878)
- 26 ottobre - Herbert Lindström, tiratore di fune svedese (n. 1886)
- 26 ottobre - Angelo Pugnani, militare e politico italiano (n. 1870)
- 27 ottobre - Sabatino Lopez, drammaturgo, critico letterario e scrittore italiano (n. 1867)
- 28 ottobre - Mady Christians, attrice austriaca (n. 1892)
- 28 ottobre - George Jeske, sceneggiatore, regista e attore statunitense (n. 1891)
- 29 ottobre - Robert Grant Aitken, astronomo statunitense (n. 1864)
- 29 ottobre - Jimmy Tremeer, ostacolista e giavellottista britannico (n. 1874)
- 31 ottobre - Léon Buysse, ciclista su strada e pistard belga (n. 1889)

## Novembre(68)
- 1º novembre - Ermanno Randi, attore italiano (n. 1920)
- 1º novembre - Alexandre Varille, egittologo francese (n. 1909)
- 2 novembre - Martha Bernays, tedesca (n. 1861)
- 2 novembre - James Mapelli, illusionista italiano
- 3 novembre - Doctor Greenwood, calciatore inglese (n. 1860)
- 3 novembre - Michael Hodges, ammiraglio britannico (n. 1874)
- 3 novembre - Richard Wallace, regista statunitense (n. 1894)
- 4 novembre - Ernesto Ambrosini, siepista italiano (n. 1894)
- 5 novembre - Franco Becci, attore italiano (n. 1888)
- 5 novembre - Frank Hopkins, statunitense (n. 1865)
- 5 novembre - Agrippina Jakovlevna Vaganova, ballerina e coreografa sovietica (n. 1879)
- 5 novembre - Reggie Walker, velocista sudafricano (n. 1889)
- 6 novembre - Pierre Braine, calciatore belga (n. 1900)
- 6 novembre - Max Braun, ingegnere, inventore e imprenditore tedesco (n. 1890)
- 6 novembre - Julius Hartmann, fisico danese (n. 1881)
- 6 novembre - Tom Kiely, multiplista britannico (n. 1869)
- 6 novembre - Antonín Klicpera, calciatore cecoslovacco (n. 1901)
- 6 novembre - Garfield MacDonald, triplista, lunghista e altista canadese (n. 1881)
- 7 novembre - Frederick McEvoy, bobbista e attore britannico (n. 1907)
- 7 novembre - Anna Luisa di Schönburg-Waldenburg, nobile tedesca (n. 1871)
- 8 novembre - Aldo Moratti, religioso italiano (n. 1887)
- 9 novembre - Resurrección María de Azkue, linguista e filologo spagnolo (n. 1864)
- 9 novembre - Luigi Beltrame Quattrocchi, beato italiano (n. 1880)
- 9 novembre - Sigmund Romberg, compositore e pianista statunitense (n. 1887)
- 10 novembre - Joseph Buerger, canottiere statunitense (n. 1870)
- 10 novembre - Vincent James Ryan, vescovo statunitense (n. 1884)
- 11 novembre - Mack Hellings, pilota automobilistico statunitense (n. 1915)
- 11 novembre - Gaston de Serre, aviatore e generale francese (n. 1882)
- 12 novembre - Konstantin Biebl, poeta ceco (n. 1898)
- 12 novembre - Ettore Carozzo, editore e antifascista italiano (n. 1892)
- 13 novembre - Hugo Leichtentritt, filosofo, scrittore e compositore polacco (n. 1874)
- 13 novembre - Nikolaj Karlovič Metner, compositore e pianista russo (n. 1880)
- 13 novembre - Walter de Souza Goulart, calciatore brasiliano (n. 1912)
- 13 novembre - Georg af Klercker, regista, sceneggiatore e attore svedese (n. 1877)
- 14 novembre - Giuseppe Cecchetto, pittore e architetto italiano (n. 1876)
- 14 novembre - Ludovico Chigi Albani della Rovere, nobile, religioso e militare italiano (n. 1866)
- 14 novembre - Mario Mariani, scrittore, poeta e giornalista italiano (n. 1883)
- 14 novembre - Mario Zargani, musicista, violista e violinista italiano (n. 1895)
- 15 novembre - Frank Weston Benson, pittore statunitense (n. 1862)
- 16 novembre - Wilmer Cave Wright, filologa classica britannica (n. 1868)
- 17 novembre - Edward Jones, giocatore di lacrosse britannico (n. 1881)
- 18 novembre - Alec McNair, calciatore e allenatore di calcio scozzese (n. 1883)
- 19 novembre - Leopold Andrian, scrittore e diplomatico austriaco (n. 1875)
- 19 novembre - Charles Buchwald, calciatore danese (n. 1880)
- 19 novembre - Simpson Foulis, golfista statunitense (n. 1884)
- 20 novembre - Gustavo Huet, tiratore a segno messicano (n. 1912)
- 21 novembre - Edmund Fellowes, musicologo britannico (n. 1870)
- 22 novembre - Luigi D'Amato, medico italiano (n. 1874)
- 22 novembre - Carlo Sterpi, presbitero italiano (n. 1874)
- 23 novembre - Enrichetta Alfieri, religiosa italiana (n. 1891)
- 23 novembre - Gustavo Zacchi, calciatore italiano (n. 1899)
- 25 novembre - István Friedrich, imprenditore e politico ungherese (n. 1883)
- 25 novembre - Harry Liversedge, pesista e generale statunitense (n. 1894)
- 25 novembre - Giovanni Maimeri, pittore e imprenditore italiano (n. 1884)
- 25 novembre - Pietro Ricaldone, presbitero e scrittore italiano (n. 1870)
- 26 novembre - Germano Pellizzari, militare italiano (n. 1900)
- 27 novembre - Kingsley Benedict, attore, sceneggiatore e produttore cinematografico statunitense (n. 1878)
- 27 novembre - Božena Slančíková-Timrava, scrittrice e drammaturga slovacca (n. 1867)
- 28 novembre - Ahmet Nuri Diriker, militare turco (n. 1876)
- 29 novembre - Vincenzo Balzano, magistrato italiano (n. 1866)
- 29 novembre - Pramathesh Chandra Barua, regista, attore e sceneggiatore indiano (n. 1903)
- 29 novembre - Ralph Ceder, regista e sceneggiatore statunitense (n. 1898)
- 29 novembre - August Erker, canottiere statunitense (n. 1879)
- 29 novembre - Francisco Mosso, calciatore argentino (n. 1892)
- 29 novembre - Levon Shant, drammaturgo, romanziere e poeta armeno (n. 1869)
- 30 novembre - Harold Kitson, tennista sudafricano (n. 1874)
- 30 novembre - Giulio Mongeri, architetto italiano (n. 1873)
- 30 novembre - Arturo Pinna Pintor, medico italiano (n. 1867)

## Dicembre(63)
- 1º dicembre - Theodore Gross, ginnasta e multiplista statunitense (n. 1880)
- 3 dicembre - Custode Marcucci, liutaio italiano (n. 1864)
- 4 dicembre - Harry Allen, attore australiano (n. 1877)
- 4 dicembre - Pedro Salinas, poeta spagnolo (n. 1891)
- 5 dicembre - Shoeless Joe Jackson, giocatore di baseball statunitense (n. 1887)
- 5 dicembre - Abanindranath Tagore, pittore e scrittore indiano (n. 1871)
- 6 dicembre - J. Edward Bromberg, attore ungherese (n. 1903)
- 6 dicembre - André Gobert, tennista francese (n. 1890)
- 6 dicembre - Frederick B. Kiddle, pianista e organista inglese (n. 1874)
- 6 dicembre - Harold Ross, giornalista statunitense (n. 1892)
- 6 dicembre - Léon Rothier, basso francese (n. 1874)
- 7 dicembre - Alberto Lais, ammiraglio italiano (n. 1882)
- 7 dicembre - Edward Leedskalnin, scultore statunitense (n. 1887)
- 8 dicembre - Corrado Zoli, giornalista, scrittore e diplomatico italiano (n. 1877)
- 9 dicembre - Paolo William Tamburella, produttore cinematografico, sceneggiatore e regista statunitense (n. 1910)
- 10 dicembre - Algernon Blackwood, scrittore britannico (n. 1869)
- 10 dicembre - Anton Durcovici, vescovo cattolico e beato austriaco (n. 1888)
- 11 dicembre - Christopher Addison, I visconte Addison, medico e politico inglese (n. 1869)
- 11 dicembre - Joseph Henry Blake, scacchista britannico (n. 1859)
- 12 dicembre - Mildred Bailey, cantante statunitense (n. 1907)
- 12 dicembre - Gino Delle Fratte, calciatore italiano (n. 1905)
- 12 dicembre - Giuseppe Sabatini, ciclista su strada italiano (n. 1915)
- 13 dicembre - Selim Palmgren, compositore finlandese (n. 1878)
- 13 dicembre - Émile Vardannes, attore, regista e sceneggiatore francese (n. 1873)
- 14 dicembre - Fritz Julius Kuhn, politico tedesco (n. 1896)
- 14 dicembre - Carl Otto Lampland, astronomo statunitense (n. 1873)
- 14 dicembre - Umberto Sclanizza, attore italiano (n. 1893)
- 15 dicembre - James Eric Drummond, diplomatico britannico (n. 1876)
- 15 dicembre - María Grever, compositrice e paroliera messicana (n. 1894)
- 15 dicembre - Luigi Guida, compositore, pianista e organista italiano (n. 1883)
- 16 dicembre - Thomas Rayner Dawson, compositore di scacchi britannico (n. 1889)
- 16 dicembre - Dorothy Dix, giornalista statunitense (n. 1861)
- 16 dicembre - George Scarborough, scrittore e commediografo statunitense (n. 1875)
- 17 dicembre - J. H. Kramers, arabista e islamista olandese (n. 1891)
- 18 dicembre - Augusta Anderson, attrice svedese (n. 1875)
- 18 dicembre - Umberto Cassuto, rabbino, storico e ebraista italiano (n. 1883)
- 19 dicembre - Pete Hill, giocatore di baseball statunitense (n. 1882)
- 19 dicembre - Henri de Saint Germain, schermidore francese (n. 1878)
- 21 dicembre - Jan van den Berg, calciatore olandese (n. 1879)
- 21 dicembre - Ernie Collett, hockeista su ghiaccio canadese (n. 1895)
- 21 dicembre - Luigi Faccio, partigiano e politico italiano (n. 1877)
- 21 dicembre - Müveddet Kadın, ottomana (n. 1893)
- 22 dicembre - Eugenio Casanova, archivista e funzionario italiano (n. 1867)
- 22 dicembre - Karl Koller, generale tedesco (n. 1898)
- 22 dicembre - Gino Viotti, attore italiano (n. 1874)
- 23 dicembre - George Ovey, attore statunitense (n. 1870)
- 23 dicembre - Enrique Santos Discépolo, musicista, compositore e regista argentino (n. 1901)
- 24 dicembre - Giuseppe Felice Checcacci, compositore, direttore d'orchestra e scrittore italiano (n. 1866)
- 24 dicembre - Amilcare De Ambris, sindacalista e politico italiano (n. 1884)
- 24 dicembre - Manlio Ginocchio, militare e aviatore italiano (n. 1876)
- 24 dicembre - Raffaele Rossetti, ingegnere, ufficiale e politico italiano (n. 1881)
- 25 dicembre - Ivan Bersenev, attore russo (n. 1889)
- 25 dicembre - Paul Gavault, drammaturgo e sceneggiatore francese (n. 1866)
- 25 dicembre - Renato Prunas, diplomatico italiano (n. 1892)
- 26 dicembre - Vittorio Cian, critico letterario e politico italiano (n. 1862)
- 26 dicembre - David Torrence, attore scozzese (n. 1864)
- 27 dicembre - Paul Dermée, poeta, critico letterario e giornalista belga (n. 1886)
- 27 dicembre - Jacques Poincenot, alpinista francese (n. 1925)
- 27 dicembre - Johan Stein, astronomo e gesuita olandese (n. 1871)
- 28 dicembre - Charles Comte, calciatore, allenatore di calcio e giornalista svizzero (n. 1892)
- 28 dicembre - Pánfilo Natera, generale e politico messicano (n. 1882)
- 28 dicembre - Vincenzo Spinoso, scrittore, giornalista e poeta italiano (n. 1915)
- 31 dicembre - Maksim Maksimovič Litvinov, rivoluzionario, politico e diplomatico russo (n. 1876)

## Senza giorno specificato(61)
- Josef Adolf, combinatista nordico cecoslovacco (n. 1898)
- Federico Ballell Maymi, ingegnere e fotografo spagnolo (n. 1864)
- Carlo Barbieri, generale italiano (n. 1883)
- Bill Barilko, hockeista su ghiaccio canadese (n. 1927)
- Sherman Chauncey Bishop, erpetologo e aracnologo statunitense (n. 1887)
- Giuseppe Brunner, fotografo italiano (n. 1871)
- Antonio Buzzi, imprenditore italiano (n. 1881)
- Mario Calzolari, calciatore italiano (n. 1905)
- Edith Campbell, infermiera canadese (n. 1871)
- Giorgina Caprile, soprano italiano (n. 1877)
- Choi Song-gon, calciatore sudcoreano (n. 1922)
- Alf Collins, regista e attore inglese (n. 1866)
- Robert Beckett Denison, chimico britannico (n. 1879)
- Fred Evans, attore, regista e sceneggiatore inglese (n. 1889)
- Gerrit Faulhaber, calciatore indonesiano (n. 1912)
- Ildebrando Gamberini, ciclista su strada italiano (n. 1884)
- Carmine Garibaldi, attore italiano (n. 1885)
- Achille Geremicca, poeta e romanziere italiano (n. 1897)
- James William Gibson, imprenditore inglese (n. 1877)
- Beppino Goruppi, militare e poeta italiano (n. 1930)
- Giovanni Governato, pittore, incisore e scultore italiano (n. 1889)
- Giuseppe Gueli, poliziotto e funzionario italiano (n. 1887)
- John Guida, stilista e illustratore italiano (n. 1888)
- Adolfo Hess, ingegnere elettrotecnico e alpinista italiano (n. 1878)
- Oscar Hierschel de Minerbi, tennista e diplomatico italiano (n. 1908)
- Kate Welton Hogg, medico australiano (n. 1861)
- Jan Zenon Jasiński, vescovo vetero-cattolico statunitense (n. 1888)
- George MacQuarrie, attore statunitense (n. 1873)
- Milziade Magnini, chirurgo e politico italiano (n. 1883)
- Ulisse Marazzani, medico e politico italiano (n. 1870)
- Ermenegildo Nello Massarelli, fotografo e musicista italiano (n. 1880)
- René Maunier, sociologo francese (n. 1887)
- Teresa Meroni, operaia e sindacalista italiana (n. 1885)
- Giuseppe Messina, gesuita, storico delle religioni e orientalista italiano (n. 1893)
- Carlo Milani, politico italiano (n. 1895)
- Hella Moja, attrice, produttrice cinematografica e sceneggiatrice tedesca (n. 1896)
- Rémy Orban, canottiere belga (n. 1880)
- Agostino Pappi, botanico italiano (n. 1872)
- Hans Paule, pittore austriaco (n. 1879)
- Otto Roissner, ginnasta e multiplista statunitense (n. 1881)
- Luigi Roncagli, presbitero italiano (n. 1881)
- Matteo Rossi, politico italiano (n. 1879)
- Tomonaga Sanjūrō, storico della filosofia giapponese (n. 1871)
- Gordon Thomas Savage, arbitro di calcio, allenatore di calcio e calciatore inglese (n. 1867)
- Herbert Smart, calciatore inglese (n. 1892)
- Ida Pilotto Sottini, educatrice italiana (n. 1858)
- Vincenzo Speranza, avvocato e politico italiano (n. 1868)
- Ettore Stella, architetto e urbanista italiano (n. 1915)
- Regina Terruzzi, scrittrice e attivista italiana (n. 1862)
- Polydore Veirman, canottiere belga (n. 1881)
- Antonia Verocai Zardini, fotografa italiana (n. 1876)
- Eugenio Vinci, rugbista a 15 e allenatore di rugby a 15 italiano (n. 1900)
- Basil Williams, pattinatore artistico su ghiaccio britannico (n. 1891)
- Alice Bolingbroke Woodward, artista inglese (n. 1862)
- Abraham Yahuda, docente, glottologo e scrittore israeliano (n. 1877)
- Biagio Zagarrio, poeta e scrittore italiano (n. 1898)
- Giovanni Zannini, regista e attore italiano (n. 1884)
- Sultan bin Salim al-Qasimi, sovrano emiratino (n. 1891)
- Sultan II bin Saqr al-Qasimi, sovrano emiratino
- Nikolaj Šalaev, criminale di guerra ucraino
- 'Abd al-'Aziz Fahmi, giurista e politico egiziano (n. 1870)